# Torre de la Dehesilla (Alcalá la Real)
La torre de la Dehesilla se encuentra en el municipio de Alcalá la Real, provincia de Jaén, comunidad autónoma de Andalucía, España.

## Descripción
Es una torre de vigilancia o atalaya cuya tipología responde a las mismas características de las torres que circundan a la fortaleza de La Mota, de planta circular con un perímetro de 14,70 metros. El exterior de la torre aparece cuidado, con aparejo regular y sillares cuadrangulares. El relleno de la base es de piedras y yeso. La puerta de entrada aparece en la parte superior de la torre a la que se accedía por una estructura de madera que formaría una escalera de caracol desde la base hasta la puerta de entrada. La zona superior de la torre estaba coronada por un balcón que circunda la misma, en perfecto estado de conservación. Se podían divisar además de la fortaleza de La Mota, la Torre del Cascante, la de La Moraleja y la Torre del Norte.